# پاملا بریتن
پاملا بریتن (انگلیسی: Pamela Britton؛ ‏ ۱۹ مارس ۱۹۲۳ – ۱۷ ژوئن ۱۹۷۴) بازیگر و خواننده اهل ایالات متحده آمریکا بود. وی بین سال‌های ۱۹۴۵ تا ۱۹۷۳ میلادی فعالیت می‌کرد.
از فیلم‌ها یا برنامه‌های تلویزیونی که وی در آن نقش داشته است می‌توان به لنگرها را بکشید، دی او ای و مریخی محبوب من اشاره کرد.